# Ratelaar (insect)
De ratelaar (Glyptobothrus biguttulus, synoniem: Chorthippus biguttulus) is een insect uit de familie van de veldsprinkhanen (Acrididae). De naam ratelaar dankt deze sprinkhaan aan het geluid dat geproduceerd wordt om vrouwtjes te lokken, niet aan een verwantschap met de plant ratelaar.

## Beschrijving
Mannetjes bereiken een lengte van 13 tot 16 millimeter, de vrouwtjes zijn 16 tot 23 mm lang. De ratelaar is bruin en soms groen tot geel van kleur, de bovenzijde van de achterlijfspunt is vaak -maar niet altijd- rood gekleurd. De voelsprieten zijn ongeveer de helft van de lichaamslengte, de voelsprieten van vrouwtjes zijn korter. Op de kop en borststuk zit een zandlopervormig halsschild met in het midden een dunne plooi. De ratelaar heeft ook vleugels waarmee een eindje gezweefd kan worden na een sprong zodat hij verder weg kan komen bij verstoring. Onder de vleugels is op het achterlijf een lichtere bandering te zien, de verbrede dijen hebben kleine ribbeltjes waarmee tegen harde delen van de vleugel wordt gestreken. Hiermee lokt de sprinkhaan het andere geslacht en dit geeft een luid ratel-achtig geluid waaraan de soort te herkennen is. Er zijn namelijk andere soorten sprinkhanen die in hetzelfde gebied leven en er bijna hetzelfde uitzien, maar veel minder geluid maken, zoals de bruine sprinkhaan (Glyptobothrus brunneus).

## Algemeen
De ratelaar is algemeen in grote delen van Europa, ook in grote delen van Nederland en België. In Nederland ontbreekt de ratelaar in het uiterste noorden en noordwesten. De soort is niet gebonden aan een habitat; van heide tot bosranden en ook op braakliggend terrein midden in de stad, parken, tuinen en wegbermen is deze sprinkhaan algemeen. Als het maar niet te vochtig wordt en er genoeg begroeiing is, want het voedsel bestaat uitsluitend uit planten, voornamelijk grassen.

## Geluid
In 2012 is gebleken dat de sprinkhaanmannetjes langs een lawaaiige weg in vergelijking met mannetjes in rustiger omgeving met een hogere frequentie tjirpen om de vrouwtjes te interesseren voor een paring.

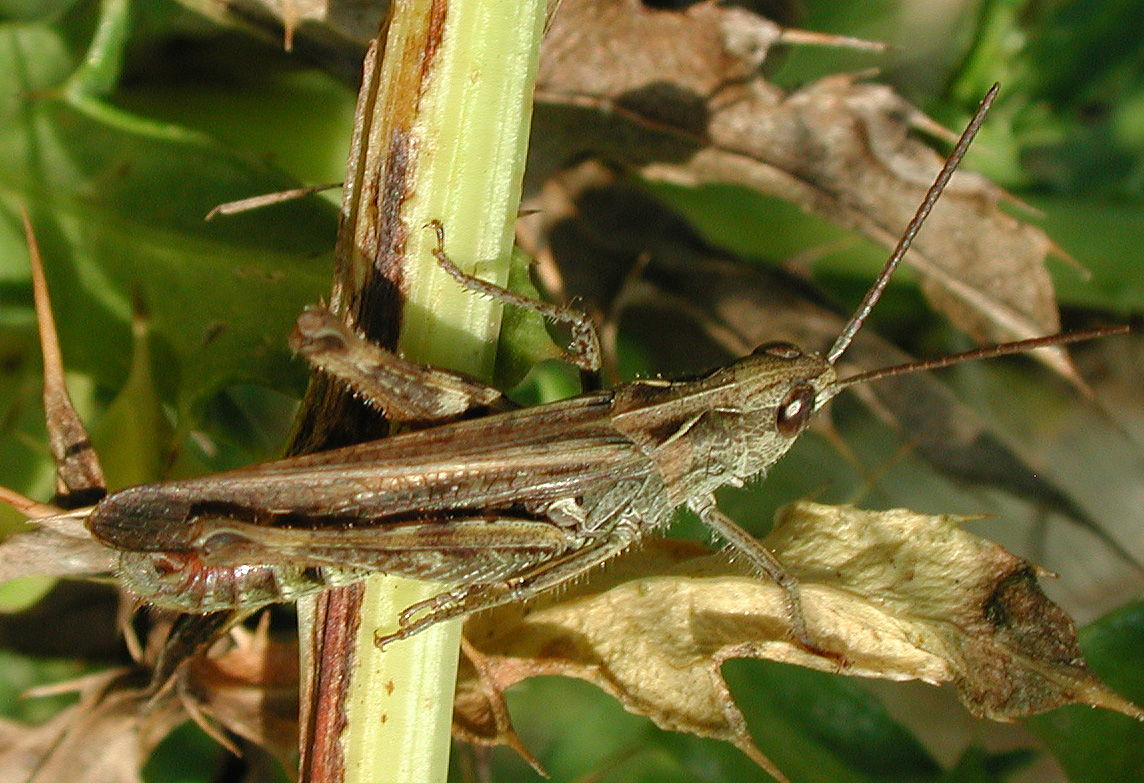
De bovenzijde van de achterlijfspunt is rood.
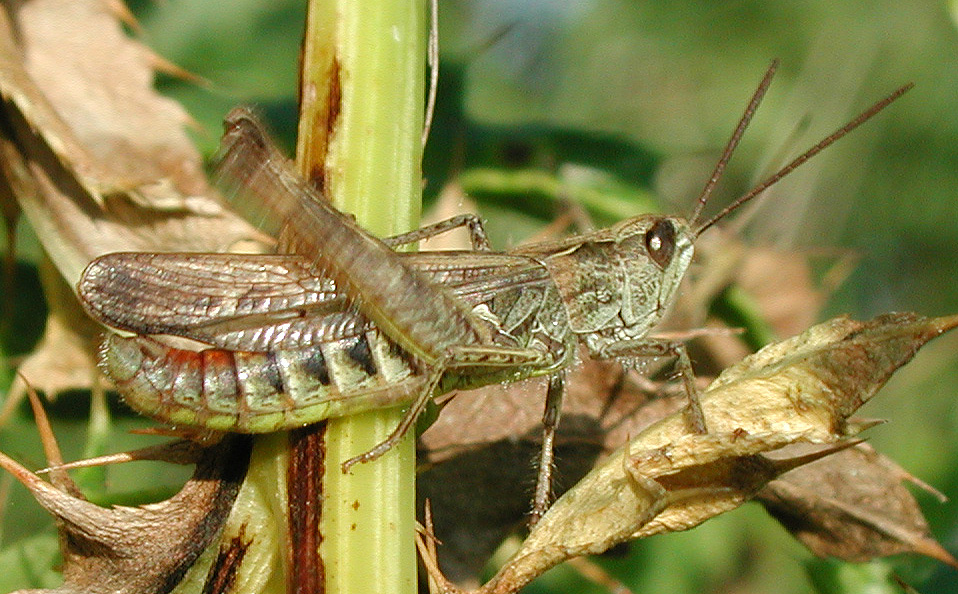
Stridulerend mannetje
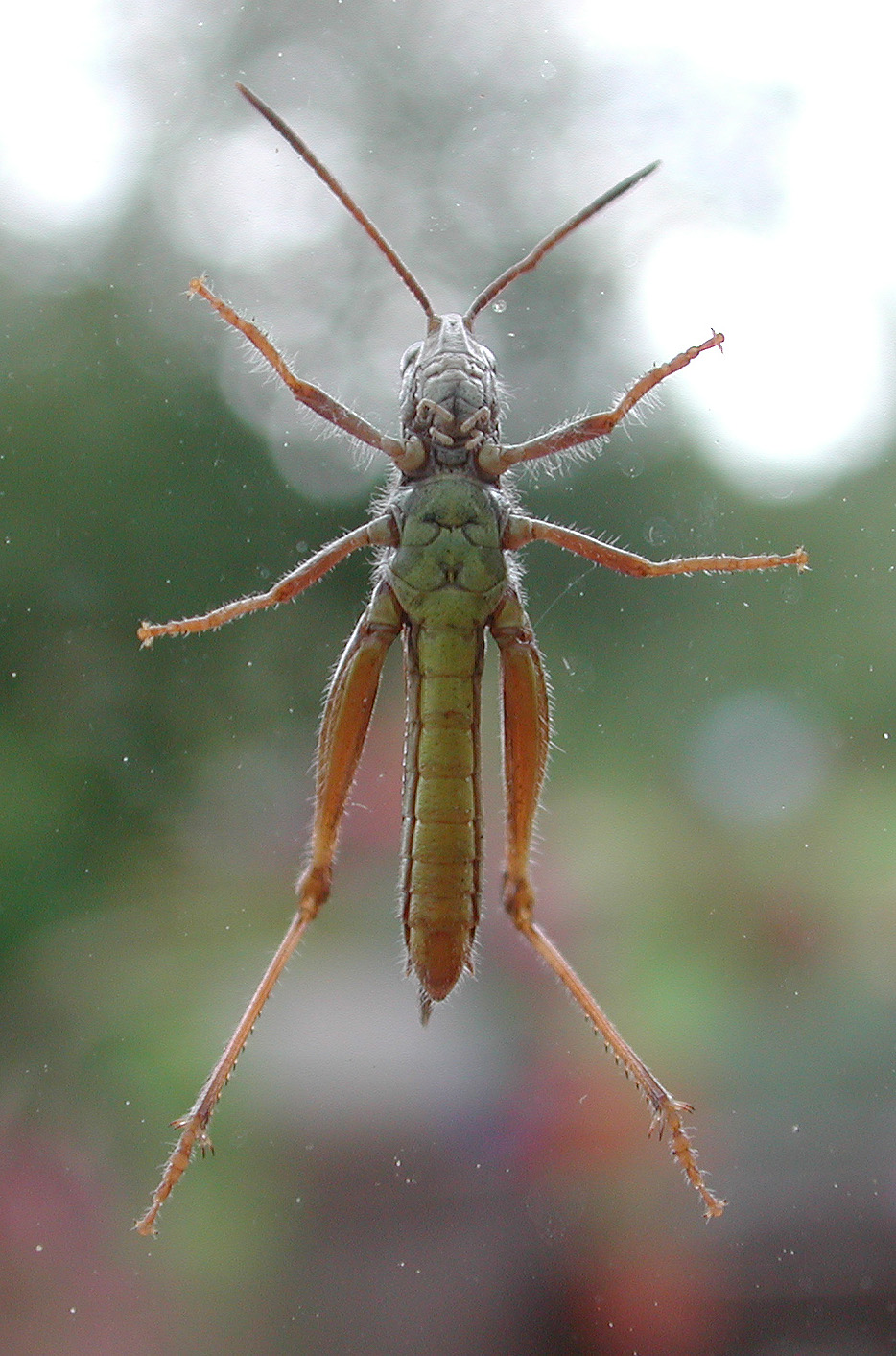
Onderzijde